# Rukidi IV
Rukidi IV, né le 16 avril 1992, est l'actuel roi du royaume de Toro en Ouganda. Il est le fils du roi Olimi III et de la reine Best Kemigisa. Il règne depuis le 12 septembre 1995. 
Il est considéré comme le plus jeune individu à avoir jamais accédé au trône en tant que monarque, à l'âge de seulement 3 ans.